# North Brookfield (condado de Worcester, Massachusetts)
North Brookfield é um lugar designado pelo censo localizado no condado de Worcester no estado estadounidense de Massachusetts. No Censo de 2010 tinha uma população de 2.265 habitantes e uma densidade populacional de 592,49 pessoas por km².

## Geografia
North Brookfield encontra-se localizado nas coordenadas 42° 16′ 16″ N, 72° 05′ 03″ O. Segundo a Departamento do Censo dos Estados Unidos, North Brookfield tem uma superfície total de 3.82 km², da qual 3.82 km² correspondem a terra firme e (0%) 0 km² é água.

## Demografia
Segundo o censo de 2010, tinha 2.265 pessoas residindo em North Brookfield. A densidade populacional era de 592,49 hab./km². Dos 2.265 habitantes, North Brookfield estava composto pelo 96.69% brancos, o 0.35% eram afroamericanos, o 0.84% eram amerindios, o 0.18% eram asiáticos, o 0% eram insulares do Pacífico, o 0.22% eram de outras raças e o 1.72% pertenciam a duas ou mais raças. Do total da população o 2.34% eram hispanos ou latinos de qualquer raça.